# Rhopalophthalmus tattersallae
Rhopalophthalmus tattersallae är en kräftdjursart som beskrevs av Pillai 1961. Rhopalophthalmus tattersallae ingår i släktet Rhopalophthalmus och familjen Mysidae. Inga underarter finns listade i Catalogue of Life.